# Givorna
Givorna är ett naturreservat i norra Västmanland, ca 7 km nordost om Norberg.
Området består av två bergsbranter men kalkrikt innehåll och kalk i dagen på vissa ställen. Ett litet gammalt nedlagt kalkbrott finns. I området finns en rikhaltig, från omgivningen avvikande flora. Reservatet sträcker sig ner mot nordöstra änden av Bålsjön. En trefaldighetskälla finns i reservatet.
Givorna fridlystes som naturminne 1963 och är från och med 1965 naturreservat. Namnet Givorna kommer från namnet på den närmaste gården som ursprungligen hette Givorna men som idag heter Gyva.
Bland växtligheten kan nämnas: trolldruva, vårärt, skogsvicker, ormbär, halvgräset bunkestarr, jungfrulin, ormrot, nattviol, vippärt, grönkulla, darrgräs, kattfot, samt ormbunksväxterna bergspring. 
Den sällsynta krusbärstickan har setts på vinbär vid ett närliggande torp.
Naturvårdsregistret-id (NVRID) hos Naturvårdsverket: 2001948